# Цзибо
Цзибо (Zībó) — міський округ в китайській провінції Шаньдун. Є важливим промисловим центром, що входить в число 50 провідних індустріальних міст Китаю.

## Історія
У період Воюючих царств на цій території знаходилася столиця царства Ци. Після того, як Цінь Ши Хуан-ді захопив Ци і вперше в історії об'єднав Китай в єдину державу, ці місця часто були в гущі історичних подій, але не об'єднувалися в єдину адміністративну структуру.
У 1920-х роках в цих місцях почався бурхливий розвиток видобутку кам'яного вугілля.
Назву Цзибо пов'язують з абревіатурою з перших ієрогліфів назв Цзичуанського і Бошанського кам'яновугільних басейнів.

## Клімат
Місто знаходиться у зоні, котра характеризується вологим субтропічним кліматом. Найтепліший місяць — липень із середньою температурою 26.5 °C (79.7 °F). Найхолодніший місяць — січень, із середньою температурою -2.4 °С (27.7 °F).
| Клімат Цзибо            | Клімат Цзибо | Клімат Цзибо | Клімат Цзибо | Клімат Цзибо | Клімат Цзибо | Клімат Цзибо | Клімат Цзибо | Клімат Цзибо | Клімат Цзибо | Клімат Цзибо | Клімат Цзибо | Клімат Цзибо | Клімат Цзибо |
| Показник                | Січ.         | Лют.         | Бер.         | Квіт.        | Трав.        | Черв.        | Лип.         | Серп.        | Вер.         | Жовт.        | Лист.        | Груд.        | Рік          |
| Середня температура, °C | −2,4         | −0,2         | 6,4          | 14           | 20,3         | 24,7         | 26,5         | 25,7         | 20,6         | 14,7         | 7            | 0            | 13,1         |
| Норма опадів, мм        | 6.3          | 8.8          | 13.7         | 31.3         | 36.2         | 75.3         | 199.4        | 133.4        | 56.6         | 30.8         | 18.1         | 8.2          | 618.1        |
| Днів з опадами          | 3,1          | 4,1          | 4,2          | 6,9          | 6            | 9,2          | 15,5         | 12,6         | 9            | 7,2          | 6,2          | 3,9          | 87,9         |
| Вологість повітря, %    | 55.6         | 56           | 53.4         | 53.8         | 55.5         | 62.2         | 78.1         | 78           | 68.2         | 63.4         | 60.3         | 57.4         | 61.8         |
| ----------------------- | ------------ | ------------ | ------------ | ------------ | ------------ | ------------ | ------------ | ------------ | ------------ | ------------ | ------------ | ------------ | ------------ |
| Джерело: Weatherbase    |              |              |              |              |              |              |              |              |              |              |              |              |              |

## Адміністративний поділ
Префектура поділяється на 5 міських районів і 3 повіти:
| Карта                                                                   | Карта    | Карта    | Карта            |
| ----------------------------------------------------------------------- | -------- | -------- | ---------------- |
| Гаоцін Хуаньтай ① ② Ліньцзи Цзичуань Бошань Їюань ① Чжоуцунь ② Чжандянь |          |          |                  |
| Статус                                                                  | Назва    | Оригінал | Населення (2020) |
| Район                                                                   | Бошань   | 博山区   | 410 643          |
| Район                                                                   | Ліньцзи  | 临淄区   | 649 160          |
| Район                                                                   | Цзичуань | 淄川区   | 646 685          |
| Район                                                                   | Чжандянь | 张店区   | 1 272 967        |
| Район                                                                   | Чжоуцунь | 周村区   | 407 016          |
| Повіт                                                                   | Гаоцін   | 高青县   | 313 130          |
| Повіт                                                                   | Їюань    | 沂源县   | 515 058          |
| Повіт                                                                   | Хуаньтай | 桓台县   | 489 479          |